# ۊ
Wāw deux points suscrits ‹ ۊ › est une lettre additionnelle de l’alphabet arabe qui est utilisée dans l’écriture du kurde sorani. Elle est composée d’un wāw ‹ و › diacrité de deux points suscrits.

## Utilisation
En kurde sorani, ‹ ۊ › représente une voyelle mi-fermée postérieure arrondie [o]. Elle est plus souvent écrite avec le wāw petit v suscrit ‹ ۆ ›.
Le dictionnaire turc ottoman de Sami utilise ‹ ۊ › pour noter la voyelle mi-fermée antérieure arrondie écrite ‹ ö › en turc moderne.